# 克莱尔克
克莱尔克（法語：Clerques，法語發音：[klɛʁk]）是法国上法蘭西大區加来海峡省的一个市镇，属于圣奥梅尔区。

## 地理
克莱尔克（50°47'35"N, 1°59'40"E）面积6.39 平方千米，位于法国上法蘭西大區加来海峡省，该省份为法国北部沿海省份，西北濒北海，南至索姆省，东临北部省。
与克莱尔克接壤的市镇（或旧市镇、城区）包括：卢什、朗德勒坦莱萨德尔、利克、埃姆河畔图尔讷姆、欧德雷昂、博南格莱萨德尔、勒贝尔格。

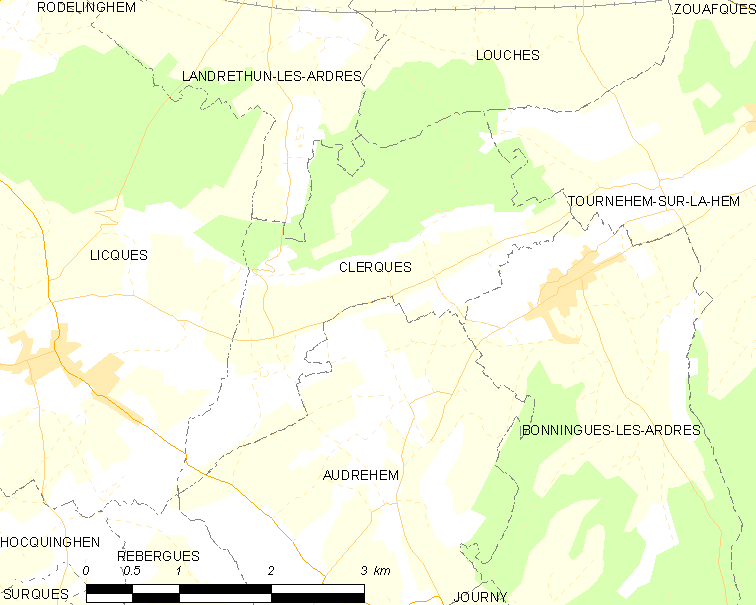
克莱尔克的OSM定位图

克莱尔克的时区为UTC+01:00、UTC+02:00（夏令时）。

## 行政
克莱尔克的邮政编码为62890，INSEE市镇编码为62228。

## 政治
克莱尔克所属的省级选区为兰布尔县。

## 人口

1962-2008年间克莱尔克人口变化图示

克莱尔克于2022年1月1日时的人口数量为314人。